# 杉浦克美
杉浦克美（すぎうらかつみ、1925年- ）は、日本の建築家。石本建築事務所、日建設計工務で活動。愛知県出身。
1948年、東京大学卒業。

## 代表作品
- 厚生年金湯河原整形外科病院 (昭和31年度日本建築学会賞）
- げ・こ・ぼ 藝工房(1949)
- 低地にたつた小住宅(1954)
- 新住友ビルの駐車施設(1959)

## 論文
- 杉浦克美「低地になつた小住宅」『新建築』第29巻第3号、新建築社、1954年3月、34-36頁、ISSN 13425447、NAID 40017918349。
- 山根正次郎, 杉浦克美「厚生年金湯河原整形外科病院 (昭和31年度日本建築学会賞・表彰された業績)」『建築雑誌』第848号、日本建築学会、1957年7月、29-30頁、ISSN 00038555、NAID 110003782874。 (要登録)
- 伊藤滋, 浅田孝, 井上宇市, 市浦健, 池田栄一, 今井茂, 大河原春雄, 畔柳健太郎, 杉浦克美, 船越義房, 松田軍平, 大江宏, 生田勉, 小島重次, 芦原「オフィスビルはいかに設計すべきか (オフィス・ビルデイング特集)」『建築雑誌』第849号、日本建築学会、1957年8月、60-70頁、ISSN 00038555、NAID 110006330214。 (要登録)